# هوراس بوشنل
هوراس بوشنل (بالإنجليزية: Horace Bushnell)‏ هو عالم عقيدة وكاهن أمريكي، ولد في 14 أبريل 1802 في بانتام في الولايات المتحدة، وتوفي في 17 فبراير 1876.

## وصلات خارجية
- هوراس بوشنل على موقع الموسوعة البريطانية (الإنجليزية)
- هوراس بوشنل على موقع قاعدة بيانات برودواي على الإنترنت (الإنجليزية)
- هوراس بوشنل على موقع إن إن دي بي (الإنجليزية)
- هوراس بوشنل على موقع ديسكوغز (الإنجليزية)